# Westerbuchberg
Westerbuchberg ist ein Weiler im oberbayerischen Landkreis Traunstein, südlich von Übersee und gehört zur Gemeinde Übersee.

## Geographie
Der Westerbuchberg zählt mit 603 m ü. NHN zu den höchsten Erhebungen im Tal der Tiroler Achen. Er war, neben dem Osterbuchberg, dem Herrenberg in Prien und der Herreninsel eine Insel im frühen Ur-Chiemsee. Da diese Erhebungen aus härterem Molassegestein bestehen, wurden sie nicht von den Gletschern der Eiszeit abgeschliffen, sondern blieben bestehen. Gerade an der Südseite des Chiemsees ist dies am Wester- und Osterbuchberg gut zu sehen: Während der restliche Grund des Ur-Chiemsees bis zu den Bergen flach und moorig ist, ragen diese beiden Erhebungen steil aus der Ebene hervor.

## Geschichte
Das bayerische Urkataster zeigt Westerbuchberg in den 1810er Jahren als einen Weiler mit sechs Herdstellen östlich der Kirche und ihrem umfriedeten Gottesacker. Die Wirtschaftsflächen sind durch Erbfolge stark kleinräumig zersiedelt.

## Sehenswürdigkeiten

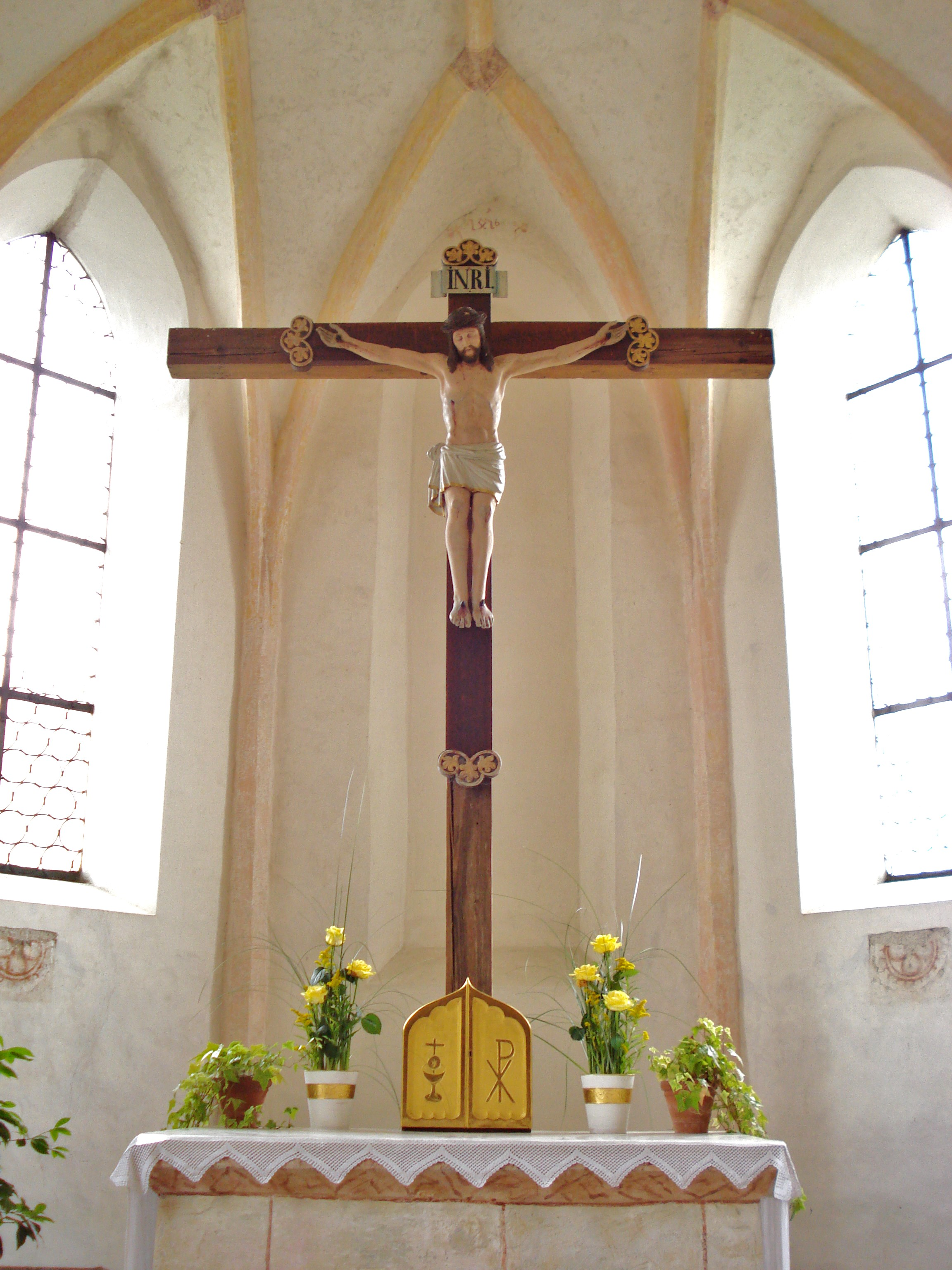
Chorraum mit Altarkreuz

- Die römisch-katholische Filialkirche St. Peter und Paul steht am westlichen Ende des Weilers. Sie ist eine der ältesten Kirchen des südlichen Chiemgaus, ursprünglich romanisch (um 1200), nach 1400 gotisch umgebaut. Die Kirche zeichnet sich durch alte Fresken aus dem 15. und 16. Jahrhundert aus, u. a. eine Darstellung des Jüngsten Gerichtes an der Nordseite des Chorraumes. Eine Besonderheit ist der gemalte gotische  die katholische Nothelfer-Altar an der Ostwand des Seitenschiffes (siehe Altarretabel (Westerbuchberg)). Im Seitenschiff sind Konsolstatuen der Kirchenpatrone Petrus und Paulus sowie eine Madonna mit Kind angebracht. Der Chorraum wird vom Altarkreuz (um 1520) beherrscht. Für Kirchgänger verborgen, an einer Wand des Dachbodens, ist ein spätmittelalterliches Fresko eines magischen Sator-Quadrats in Gotische Minuskel angebracht, welches 1902 wiederentdeckt wurde.[2]

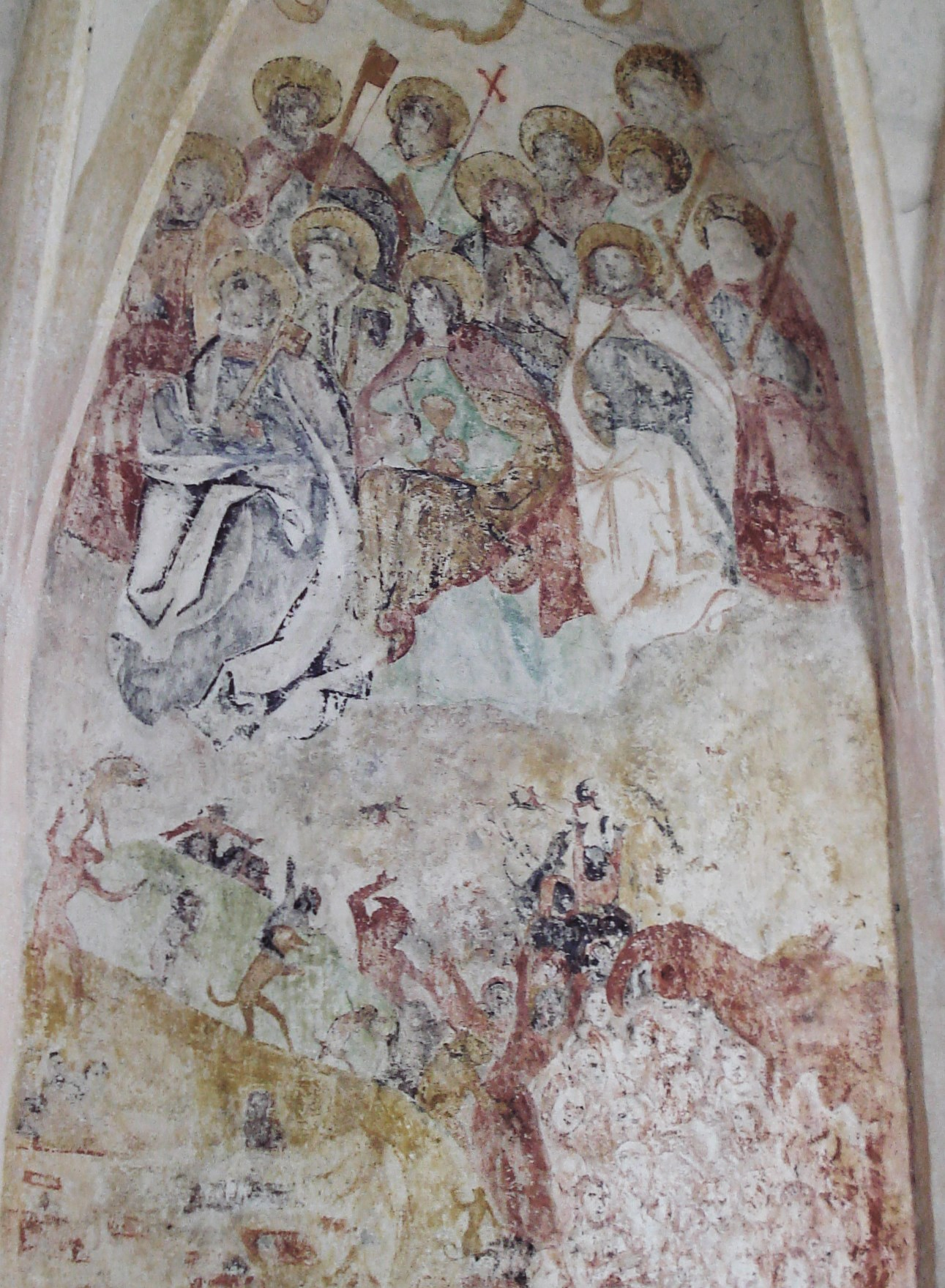
Das Jüngste Gericht, Ausschnitt aus dem Fresko im Chorraum
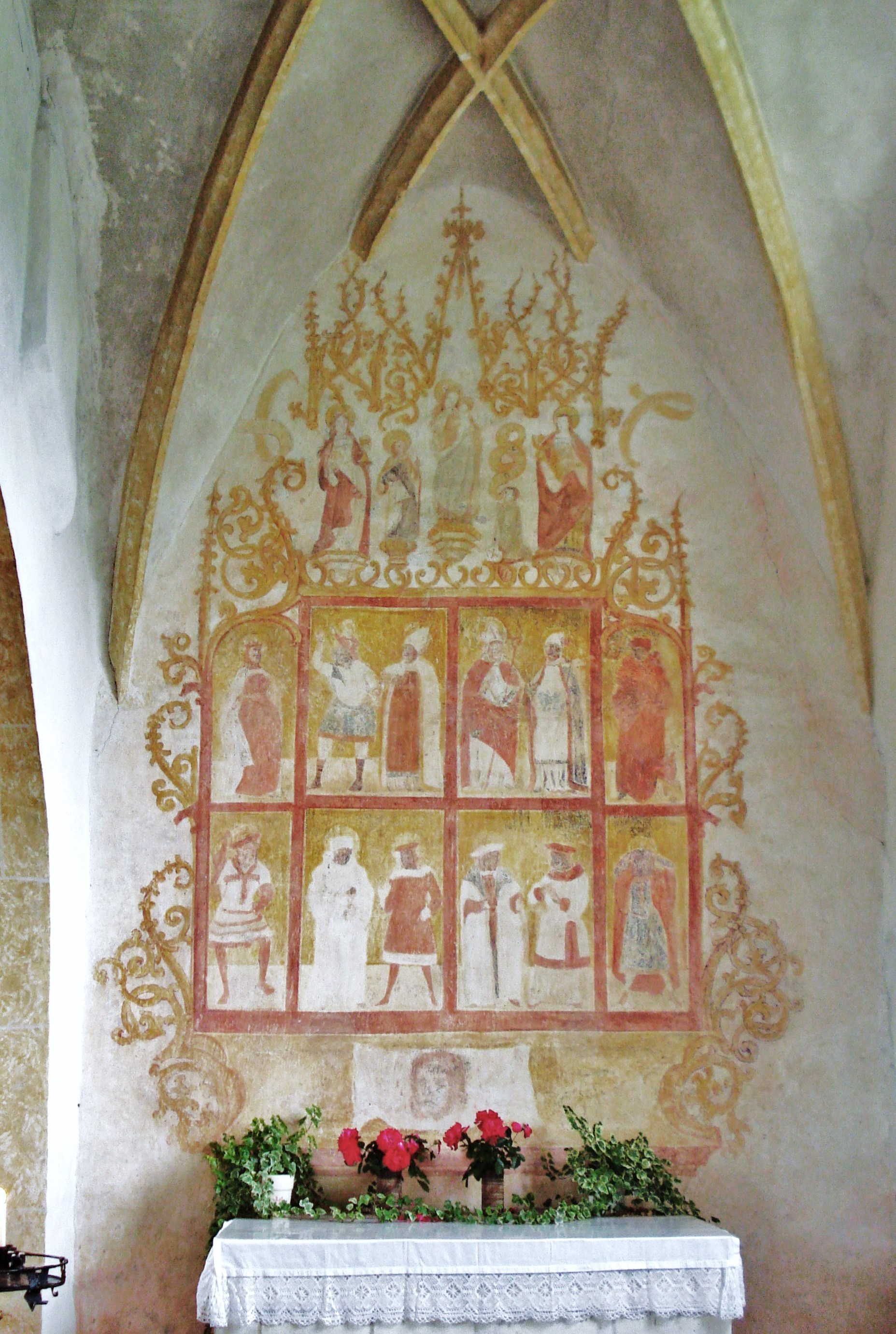
Der gemalte gotische Nothelfer-Altar
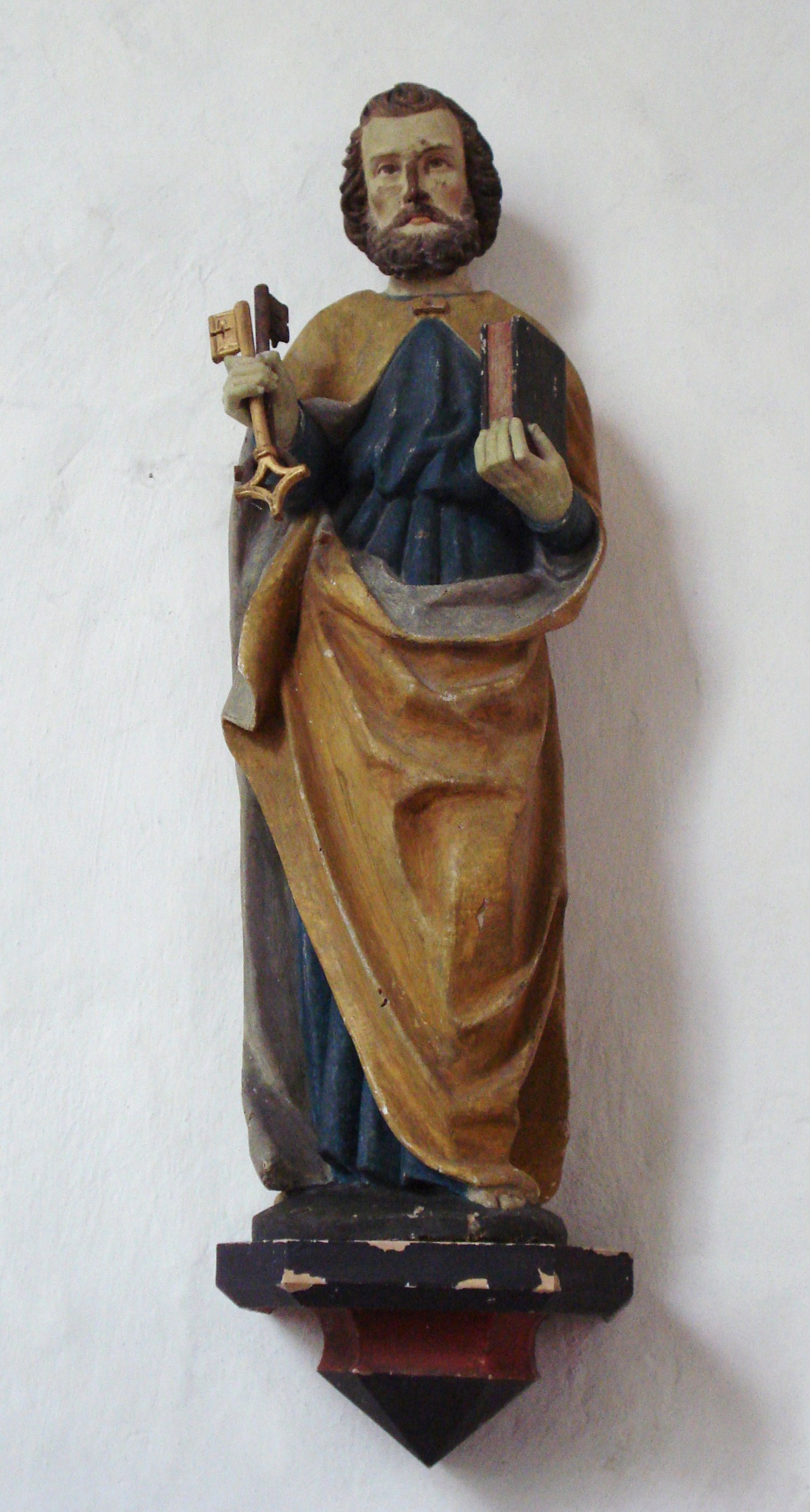
Apostel Petrus
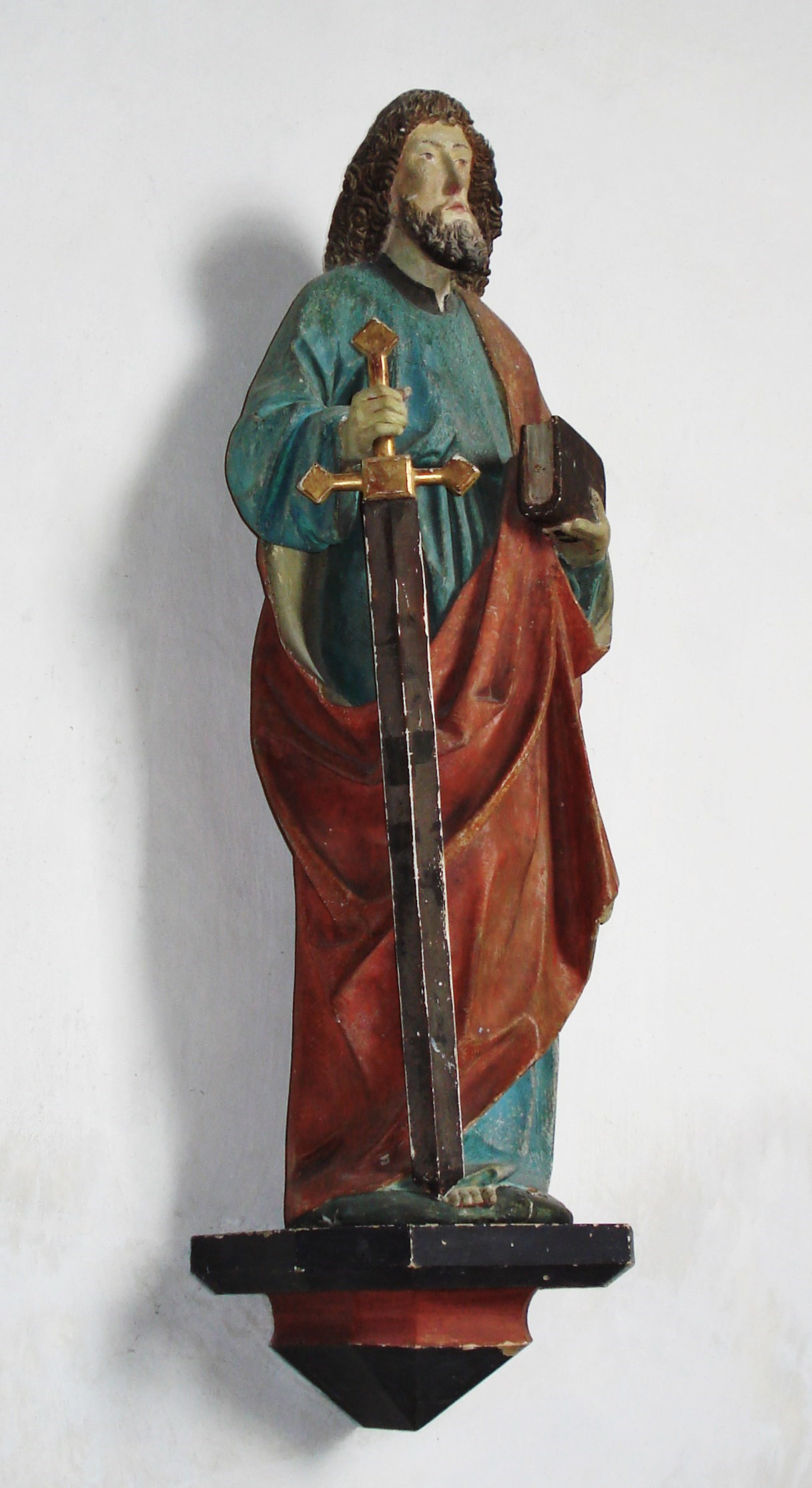
Apostel Paulus
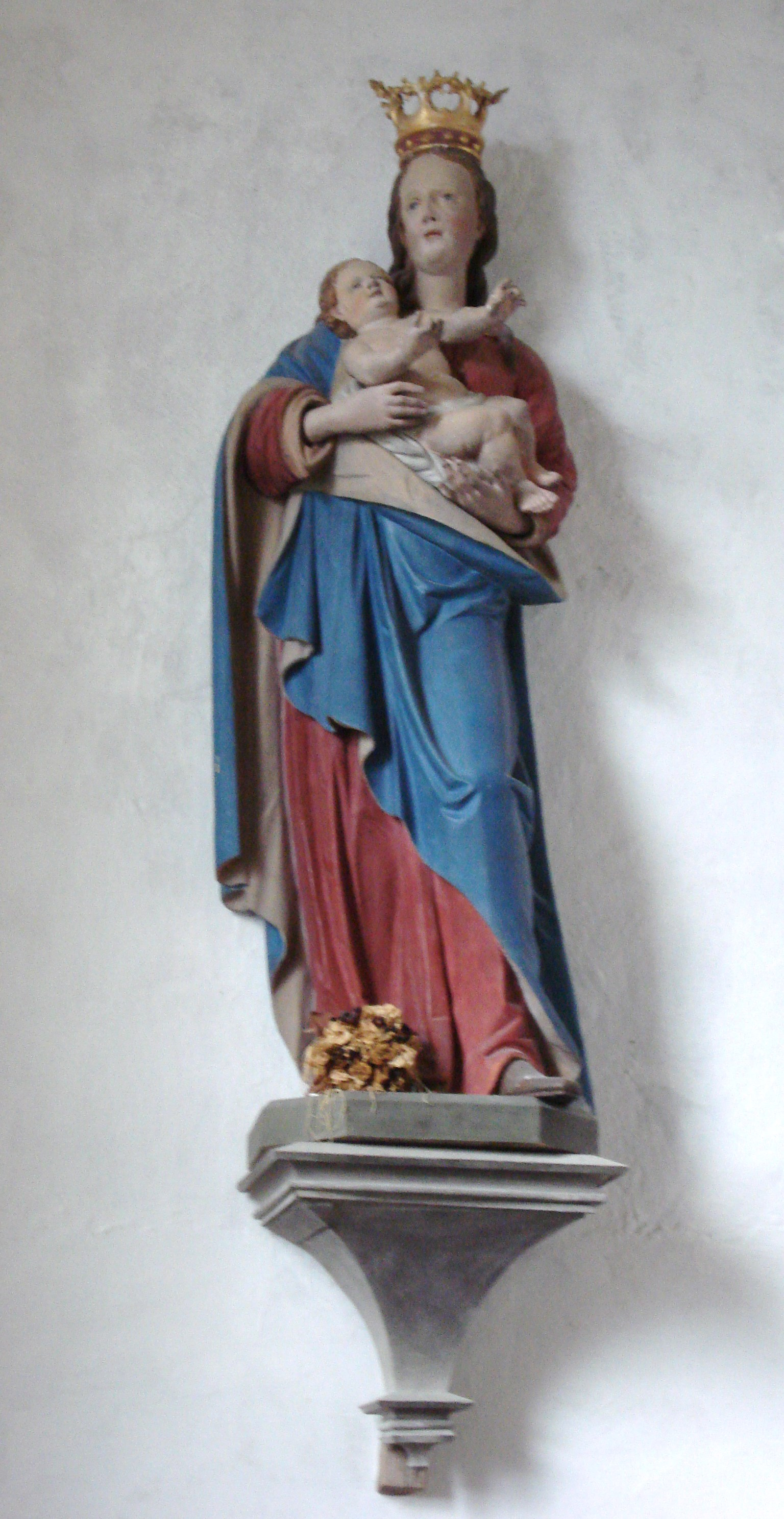
Madonna mit Kind
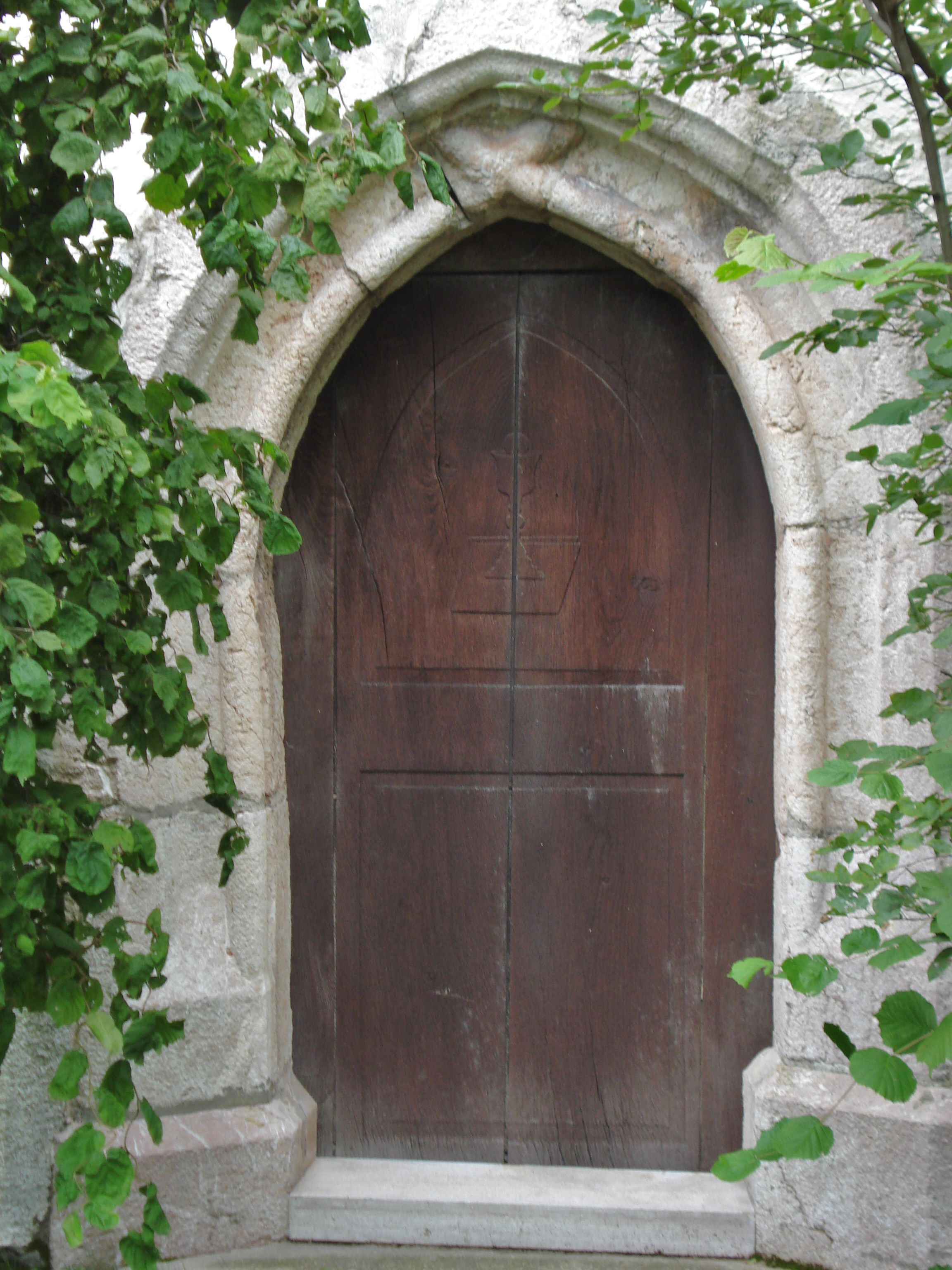
Gotisches Seitenportal

## Bodendenkmäler
Siehe: Liste der Bodendenkmäler in Übersee (Chiemgau)

## Personen, die auf dem Friedhof bestattet wurden
- Lucie Englisch (* 8. Februar 1902 in Leesdorf als Aloisia Paula Englisch; † 12. Oktober 1965 in Erlangen) war eine österreichische Schauspielerin
- Franz Sales Gebhardt (* 29. Januar 1895 in Schwandorf; † 17. Februar 1969 in Westerbuchberg/Übersee am Chiemsee)

## Personen, die mit dem Weiler in Verbindung stehen
- Franz Sales Gebhardt-Westerbuchberg (* 29. Januar 1895 in Schwandorf als Franz Sales Gebhardt; † 17. Februar 1969 in Westerbuchberg/Übersee am Chiemsee) ist ein deutscher Maler, der im Chiemgau wirkte.